# Grande Prêmio da Grã-Bretanha de 1951
Resultados do Grande Prêmio da Grã-Bretanha de Fórmula 1 realizado em Silverstone à 14 de julho de 1951. Quinta etapa da temporada, foi palco de três efemérides: a primeira vitória de José Froilán González, primeira dobradinha argentina na categoria e a primeira vitória da Ferrari.

## Classificação da prova

### Treino classificatório
| Pos. | Nº | Piloto                     | Construtor         | Tempo  | Diferença |
| ---- | -- | -------------------------- | ------------------ | ------ | --------- |
| 1    | 12 | José Froilán González      | Ferrari            | 1:43.4 | –         |
| 2    | 2  | Juan Manuel Fangio         | Alfa Romeo         | 1:44.4 | + 1.0     |
| 3    | 1  | Giuseppe Farina            | Alfa Romeo         | 1:45.0 | + 1.6     |
| 4    | 11 | Alberto Ascari             | Ferrari            | 1:45.4 | + 2.0     |
| 5    | 10 | Luigi Villoresi            | Ferrari            | 1:45.8 | + 2.4     |
| 6    | 3  | Consalvo Sanesi            | Alfa Romeo         | 1:50.2 | + 6.8     |
| 7    | 4  | Felice Bonetto             | Alfa Romeo         | 1:52.0 | + 8.6     |
| 8    | 14 | Peter Whitehead            | Ferrari            | 1:54.6 | + 11.2    |
| 9    | 22 | Louis Rosier               | Talbot-Lago-Talbot | 1:56.0 | + 12.6    |
| 10   | 8  | Bob Gerard                 | ERA                | 1:57.0 | + 13.6    |
| 11   | 18 | Duncan Hamilton            | Talbot-Lago-Talbot | 1:57.2 | + 13.8    |
| 12   | 9  | Brian Shawe-Taylor         | ERA                | 1:58.2 | + 14.8    |
| 13   | 23 | Louis Chiron               | Talbot-Lago-Talbot | 2:00.2 | + 16.8    |
| 14   | 25 | Johnny Claes               | Talbot-Lago-Talbot | 2:05.8 | + 22.4    |
| 15   | 15 | David Murray               | Maserati           | 2:06.0 | + 22.6    |
| 16   | 17 | Philip Fotheringham-Parker | Maserati           | 2:13.2 | + 29.8    |
| 17   | 16 | John James                 | Maserati           | 2:17.0 | + 33.6    |
| 18   | 5  | Joe Kelly                  | Alta               | 2:18.4 | + 35.0    |

### Corrida
| Pos. | Nº | Piloto                     | Construtor         | Voltas | Tempo/Diferença  | Grid | Pontos |
| ---- | -- | -------------------------- | ------------------ | ------ | ---------------- | ---- | ------ |
| 1    | 12 | José Froilán González      | Ferrari            | 90     | 2:42:18.2        | 1    | 8      |
| 2    | 2  | Juan Manuel Fangio         | Alfa Romeo         | 90     | + 51.0           | 2    | 6      |
| 3    | 10 | Luigi Villoresi            | Ferrari            | 88     | + 2 voltas       | 5    | 4      |
| 4    | 4  | Felice Bonetto             | Alfa Romeo         | 87     | + 3 voltas       | 7    | 3      |
| 5    | 6  | Reg Parnell                | BRM                | 85     | + 5 voltas       | 20   | 2      |
| 6    | 3  | Consalvo Sanesi            | Alfa Romeo         | 84     | + 6 voltas       | 6    |        |
| 7    | 7  | Peter Walker               | BRM                | 84     | + 6 voltas       | 19   |        |
| 8    | 9  | Brian Shawe-Taylor         | ERA                | 84     | + 6 voltas       | 12   |        |
| 9    | 14 | Peter Whitehead            | Ferrari            | 83     | + 7 voltas       | 8    |        |
| 10   | 22 | Louis Rosier               | Talbot-Lago-Talbot | 83     | + 7 voltas       | 9    |        |
| 11   | 8  | Bob Gerard                 | ERA                | 82     | + 8 voltas       | 10   |        |
| 12   | 18 | Duncan Hamilton            | Talbot-Lago-Talbot | 81     | + 9 voltas       | 11   |        |
| 13   | 25 | Johnny Claes               | Talbot-Lago-Talbot | 80     | + 10 voltas      | 14   |        |
| Ret  | 1  | Giuseppe Farina            | Alfa Romeo         | 75     | Embreagem        | 3    | 1      |
| NC   | 5  | Joe Kelly                  | Alta               | 75     | Não classificado | 18   |        |
| Ret  | 11 | Alberto Ascari             | Ferrari            | 56     | Câmbio           | 4    |        |
| Ret  | 17 | Philip Fotheringham-Parker | Maserati           | 46     | Condução de óleo | 16   |        |
| Ret  | 15 | David Murray               | Maserati           | 45     | Válvula          | 15   |        |
| Ret  | 23 | Louis Chiron               | Talbot-Lago-Talbot | 41     | Freios           | 13   |        |
| Ret  | 16 | John James                 | Maserati           | 23     | Radiador         | 17   |        |